# Prevail I
Prevail I è il quarto album in studio del gruppo heavy metal canadese Kobra and the Lotus. Prodotto grazie a una campagna di crowdfunding sul sito PledgeMusic, è stato pubblicato il 12 maggio 2017 dalla Napalm Records. L'album è stato anticipato dai singoli TriggerPulse, pubblicato il 9 novembre 2016, e Gotham, pubblicato il 17 febbraio 2017.
La pubblicazione della seconda parte dell'album, intitolata Prevail II, è programmata per la fine del 2017.

## Tracce
1. Gotham – 5:28
2. Trigger Pulse – 4:13
3. You Don't Know – 4:22
4. Specimen X (Mortal Chamber) – 6:25
5. Light Me Up – 3:44
6. Manifest Destiny – 4:16
7. Victim – 4:20
8. Check the Phyrg – 4:10
9. Hell on Earth – 4:23
10. Prevail – 4:12